# Klara Wördemann
Klara Wördemann (* 1995 in München) – früher bekannt als Clara Wördemann – ist eine deutsche Schauspielerin.

## Leben
Klara Wördemann wurde 1995 in München geboren, sie ist dann später in Dresden aufgewachsen. Erste Erfahrungen mit dem Schauspiel sammelte sie an zu Beginn der 2010er Jahre am Staatsschauspiel Dresden. Nach dem Abitur begann sie ein Studium der Klassischen Philologie, ging dann aber 2015 an die Otto-Falckenberg-Schule in München, um bis 2019 Schauspiel zu studieren. Dort arbeitete sie unter anderem mit Robert Lehniger, Christiane Pohle, Frauke Poolman und Georgette Dee zusammen. Es folgten Auftritte an den Münchner Kammerspielen, wo sie in dem 64-stündigen Auftritt New Beginning von Alexander Giesche mitspielte. Eine weitere Theaterstation in der Bayerischen Landeshauptstadt war das Münchener Residenztheater. 2019 schloss sie das Schauspielstudium ab. In der Spielzeit 2019/2020 wechselte sie dann in das Ensemble des Hessischen Staatstheaters Wiesbaden.
2019 war Klara Wördemann in dem Kinofilm Ich liebe alles, was ich an dir hasse (Regie: Nadine Keil) zu sehen und hatte eine Rolle in der 3sat-Kurzfilmproduktion Kaiser (Regie: Jannis Alexander Kiefer). Auch war sie in den 2020er Jahren in weiteren Fernsehproduktionen zu sehen, beispielsweise in Um Himmels Willen.
Ihre eineiige Zwillingsschwester Maria ist ebenfalls als Schauspielerin tätig, beide gehören dem Ensemble des Hessischen Staatstheaters Wiesbaden an. Wesentliche Ausbildungs- und Theaterstationen haben sie zusammen durchlaufen, sie hatten bereits mehrfach gemeinsame Auftritte in Theaterstücken und Filmen. Es ist ihnen im Beruf allerdings wichtig, nicht auf ihren Zwillingsstatus reduziert zu werden. 2022 spielen die Schwestern die Cordelia und den Narren im Stück König Lear, wobei sie jeweils beide Rollen in den Proben eingespielt haben. Es kann daher von einer Vorstellung zur nächsten wechseln, welche der beiden Schwestern die jeweilige Rolle spielt.

## Filmografie
- 1998: Das merkwürdige Verhalten geschlechtsreifer Großstädter zur Paarungszeit
- 2016: Kaiser
- 2017: Ich liebe alles, was ich an dir hasse
- 2021: Um Himmels Willen (Folge: Gerüchte)
- 2023: De Stamhouder (Folge: Een Duitse held)
- 2024: Der Staatsanwalt (Folge: Flussfahrt in den Tod)
- 2024: Rabia – Der verlorene Traum (Rabia)